# Anapis guasca
Espèce
Anapis guasca est une espèce d'araignées aranéomorphes de la famille des Anapidae.

## Distribution
Cette espèce est endémique du département de Cundinamarca en Colombie,. Elle se rencontre à 3 000 m d'altitude sur le páramo de Guasca.

## Description
La femelle holotype mesure 1,66 mm.

## Étymologie
Son nom d'espèce lui a été donné en référence au lieu de sa découverte, le páramo de Guasca.

## Publication originale
- Platnick & Shadab, 1978 : A review of the spider genus Anapis (Araneae, Anapidae), with a dual cladistic analysis. American Museum Novitates, no 2663, p. 1-23 (texte intégral).